# Јарше
Јарше (словен. Jarše) је насељено место у општини Загорје об Сави, Засавска регија, Словенија.

## Историја
До територијалне реорганизације у Словенији биле су у саставу старе општине Загорје об Сави.

## Становништво
У попису становништва из 2011. године, Јарше су имале 18 становника.
| Број становника према пописима | Број становника према пописима | Број становника према пописима |
| ------------------------------ | ------------------------------ | ------------------------------ |
| 1991                           | 2002                           | 2011                           |
| 32                             | 16                             | 18                             |

Напомена: Године 2000. смањен за део насеља који је спојен са деловима издвојеним из насеља Мошеник и Пожарје у ново самостално насеље Шпитал.